# 埃爾保希爾
埃爾保希爾是哥倫比亞的城鎮，位於該國南部，由卡克塔省負責管轄，始建於1955年，面積1,336平方公里，海拔高度486米，2005年人口14,852，人口密度每平方公里11.12人。
1°33′52″N 75°19′55″W / 1.56444°N 75.3319°W